# Sandra Fiete
Pour les articles homonymes, voir Fiete.
Sandra Jeanne Fiete (Chicago, 23 février 1938 – Cottonwood, 18 février 2013,) est une basketteuse américaine.

## Carrière
Sandra Fiete joue de 1950 à 1955 en junior à la Garnavillo High School puis en club au St. Joseph's Pepsi-Cola.
Elle a remporté la médaille d'or avec les États-Unis aux Jeux panaméricains de 1963 (it) à São Paulo.